# Dix-huitième circonscription de la préfecture de Kanagawa
La dix-huitième circonscription de la préfecture de Kanagawa (神奈川県第18区, Kanagawa-ken dai-jūhachi-ku) est l'une des vingt circonscriptions législatives que compte la préfecture de Kanagawa au Japon.

## Description géographique
Entre 2002 et 2013, la dix-huitième circonscription de la préfecture de Kanagawa correspondait aux arrondissements de Takatsu et Miyamae de la ville de Kawasaki.
Entre 2013 et 2017, elle comprenait les mêmes unités administratives et une partie de l'arrondissement de Nakahara.
Entre 2017 et 2022, elle réunissait l'arrondissement de Takatsu et une partie des arrondissements de Miyamae et Nakahara.
Depuis 2022, elle correspond aux seuls arrondissements de Nakahara et Takatsu,.

## Députés
| Législature | Début de mandat | Fin de mandat | Député élu          | Parti politique | Parti politique |
| ----------- | --------------- | ------------- | ------------------- | --------------- | --------------- |
| 43e         | 2003            | 2005          | Takeshi Hidaka (ja) |                 | PDJ             |
| 44e         | 2005            | 2009          | Daishirō Yamagiwa   |                 | PLD             |
| 45e         | 2009            | 2012          | Takeshi Hidaka      |                 | PDJ             |
| 46e         | 2012            | 2014          | Daishirō Yamagiwa   |                 | PLD             |
| 47e         | 2014            | 2017          | Daishirō Yamagiwa   |                 | PLD             |
| 48e         | 2017            | 2021          | Daishirō Yamagiwa   |                 | PLD             |
| 49e         | 2021            | 2024          | Daishirō Yamagiwa   |                 | PLD             |
| 50e         | 2024            | -             | Hajime Sōno (ja)    |                 | PDC             |